# قره‌آغاجی
قره‌آغاجی (به لاتین: Qarağacı، تا پیش از ۲۰۰۷ میلادی قره‌حاجی Qarahacı) یک منطقه مسکونی در جمهوری آذربایجان است که در شهرستان بردع واقع شده است. قره‌آغاجی ۱۲۹۷ نفر جمعیت دارد.